# Conus ednae
Espèce
Conus ednae est une espèce de mollusques gastéropodes marins de la famille des Conidae.
Comme toutes les espèces du genre Conus, ces escargots sont prédateurs et venimeux. Ils sont capables de « piquer » les humains et doivent donc être manipulés avec précaution, voire pas du tout.

## Description
La taille de la coquille atteint 29 mm.

## Distribution
Cette espèce marine d'escargot conique est présente au large du Brésil.

## Taxonomie

### Publication originale
L'espèce Conus ednae a été décrite pour la première fois en 2013 par le malacologiste américain Edward James Petuch (d),,.

### Synonymes
- Conus (Sandericonus) ednae (Petuch, 2013) · appellation alternative
- Sandericonus ednae Petuch, 2013 · non accepté (protonyme)

## GenreConus

### Identifiants taxonomiques
Chaque taxon catalogué par les bases de données biologiques et taxonomiques possède un identifiant qui permet d'établir un point de référence. Les identifiants de Conus ednae dans les principales bases sont les suivants :
CoL : XXBQ - WoRMS : 730579